# Patrick Baumann (Sportfunktionär)
Patrick Baumann (* 5. August 1967 in Basel; † 14. Oktober 2018 in Buenos Aires, Argentinien) war ein Schweizer Jurist und Sportfunktionär. Er wurde 2003 Generalsekretär des Weltbasketballverbandes (FIBA), 2007 Mitglied des Internationalen Olympischen Komitees und 2016 Präsident von Sportaccord. Im April 2020 wurde bekanntgegeben, dass Baumann posthum in die Naismith Memorial Basketball Hall of Fame als Förderer aufgenommen wurde.

## Karriere
Baumann war als Basketballspieler, -trainer und -schiedsrichter aktiv. Nach der Matura, die er 1987 im italienischen Sanremo erlangte, absolvierte er in Lausanne ein Studium der Rechtswissenschaften, das er 1990 abschloss. Im französischen Lyon studierte Baumann anschliessend Sportmanagement und machte in den USA an der Wirtschaftsfakultät der University of Chicago einen Masterabschluss. Ab 1990 arbeitete er als Rechtsanwalt, 1995 wurde er stellvertretender Generalsekretär des Basketball-Weltverbandes (FIBA) und 2003 als Nachfolger von Borislav Stanković FIBA-Generalsekretär.
2007 wurde er Mitglied des Internationalen Olympischen Komitees, arbeitete zwischen 2007 und 2012 im Koordinationsgremium für die Olympischen Sommerspiele 2012 mit und sass von 2008 bis 2014 im IOC-Gremium für internationale Beziehungen sowie von 2010 bis 2014 im Ausschuss für Sport und Recht.
Von 2011 bis zu seinem Tod sass Baumann im Internationalen Rat für Schiedsgerichtsbarkeit im Sport und war ab 2013 Vertreter des Internationalen Olympischen Komitees bei der Welt-Anti-Doping-Agentur. 2015 übernahm er den Vorsitz des Organisationskomitees für die Olympischen Winterjugendspiele in Lausanne 2020. Baumann wurde 2016 Mitglied des Evaluierungsgremiums für die Olympischen Sommerspiele 2024, zuvor arbeitete er im Jahr 2013 bereits im entsprechenden Ausschuss für Olympia 2020 bzw. 2000 und 2001 für Olympia 2008 mit.
Im April 2016 wurde er zum Vorsitzenden von Sportaccord, der zentralen Dachorganisation der Sportverbände, gewählt.
Baumann sprach fünf Sprachen fliessend: Deutsch, Französisch, Italienisch, Spanisch und Englisch.
Während der Olympischen Jugend-Sommerspiele 2018 in Buenos Aires starb er im Alter von 51 Jahren an den Folgen eines Herzinfarkts. Er hinterlässt seine Ehefrau und zwei Kinder.
Im Dezember 2018 wurde der Final des nationalen Basketball-Pokalwettbewerbs der Schweiz in «Patrick Baumann Cup» umbenannt.